# 1939 في المملكة المتحدة
فيما يلي قوائم الأحداث التي وقعت خلال عام 1939 في المملكة المتحدة.

## سياسة

### تعيين في المنصب
- 1 يناير – ستيوارت منزيس رئيس جهاز المخابرات السرية.

### انتهاء فترة المنصب
- 3 سبتمبر – صمويل هور وزير الدولة للشؤون الداخلية [الإنجليزية]‏.

## رياضة
- 1 يناير – بطولة ويمبلدون 1939

## أفلام
من الأفلام التي صدرت هذه السنة في المملكة المتحدة:
- 1 يناير – الوداع يا سيد تشيبس من إخراج Eric Maschwitz [الإنجليزية]‏، Victor Saville [الإنجليزية]‏، سام وود، آر. إس. شريف.

## كتب
من الكتب التي صدرت هذه السنة في المملكة المتحدة:
- 1 يناير – جريمة عيد الميلاد من تأليف أجاثا كريستي.
- 1 يناير – كتاب الجرذ العجوز عن القطط العملية من تأليف ت. س. إليوت.
- 1 يناير – لغز الزوارق وقصص أخرى من تأليف أجاثا كريستي.
- 5 يونيو – القتل السهل من تأليف أجاثا كريستي.
- 6 نوفمبر – ثم لم يبق أحد من تأليف أجاثا كريستي.

## مواليد

### يناير
- 1 يناير – فيل ريد متسابق دراجات نارية من المملكة المتحدة.
- 6 يناير – موراي روز سبّاح أسترالي.
- 23 يناير – جيمي روبسون لاعب كرة قدم إنجليزي.

### فبراير
- 8 فبراير – سيريل والكر

### مارس
- 3 مارس – بيلي ووكر
- 5 مارس – سامانثا إيقر
- 9 مارس – جون هوارد دافيز
- 11 مارس – جون ك. ولز
- 13 مارس – دايفيد لي
- 18 مارس – رون أتكينسون لاعب كرة قدم.
- 23 مارس – تيري باين لاعب ومدرب كرة قدم إنجليزي.
- 30 مارس – دونالد آدمسون

### أبريل
- 7 أبريل – ديفيد فروست
- 13 أبريل – شيموس هيني
- 15 أبريل – هوارد وينستون ملاكم من المملكة المتحدة.
- 23 أبريل – بيلي باكستر لاعب كرة قدم اسكتلندي.

### مايو
- 10 مايو – بوب فالنتاين لاعب كرة قدم اسكتلندي.
- 19 مايو – جيمس فوكس ممثل إنجليزي.
- 25 مايو – إيان ماكيلين ممثل بريطاني.

### يونيو
- 8 يونيو – نورمان ديفيز مؤرخ بريطاني.
- 9 يونيو – ديفيد هوبز سائق فورمولا 1 من المملكة المتحدة.
- 11 يونيو – جاكي ستيورات

### يوليو
- 15 يوليو – بيتر هاكر فيلسوف بريطاني.
- 21 يوليو – جون نيغروبونتي دبلوماسي أمريكي.
- 28 يوليو – ريتشارد جونز

### أغسطس
- 5 أغسطس – روجر كلارك سائق رالي من المملكة المتحدة.
- 12 أغسطس – أوليفر فورد ديفيز ممثل بريطاني.
- 19 أغسطس – آلان باكر
- 22 أغسطس – فرد ديفيز لاعب ومدرب كرة قدم إنجليزي.

### سبتمبر
- 1 سبتمبر – برايان جونسون مخرج أفلام من المملكة المتحدة.
- 26 سبتمبر – ريكي توملينسون ممثل إنجليزي.
- 29 سبتمبر – جيم باكستر لاعب كرة قدم إنجليزي.

### أكتوبر
- 7 أكتوبر – هارولد كروتو كيميائي بريطاني.
- 10 أكتوبر – نيل سلوان رياضياتي بريطاني.
- 11 أكتوبر – أوستن كوري سياسي أيرلندي.
- 17 أكتوبر – أوليفر راكهام عالم نبات بريطاني.
- 20 أكتوبر – باتريك هيوز فنان بريطاني.
- 22 أكتوبر – جورج كوهن لاعب كرة قدم إنجليزي.
- 25 أكتوبر – ديف سيموندز متسابق دراجات نارية من المملكة المتحدة.
- 27 أكتوبر – جون كليز

### نوفمبر
- 26 نوفمبر – عبد الله أحمد بدوي سياسي ماليزي.
- 27 نوفمبر – أنتوني ألين لاعب كرة قدم بريطاني.

### ديسمبر
- 8 ديسمبر – جامس غالواي
- 14 ديسمبر – آرثر كوكس لاعب كرة قدم إنجليزي.
- 20 ديسمبر – توني بنتلي لاعب كرة قدم إنجليزي.

## وفيات

### يناير
- 1 يناير – ديك سميث (مواليد 1889)

### مارس
- 2 مارس – هوارد كارتر (مواليد 1874) عالم مصريات من المملكة المتحدة.

### أبريل
- 20 أبريل – وليام ميتشل رامزي (مواليد 1851)
- 25 أبريل – أرشيبالد ليتش (مواليد 1865) مهندس معماري بريطاني.
- 29 أبريل – تشارلز بي ديكسون (مواليد 1873) لاعب كرة مضرب بريطاني.

### مايو
- 25 مايو – فرانك واتسون دايسون (مواليد 1868) عالم فلك من المملكة المتحدة.

### يونيو
- 5 يونيو – تشارلي بيل (مواليد 1894) لاعب ومدرب كرة قدم اسكتلندي.
- 17 يونيو – أيه واليس مايرز (مواليد 1878)

### يوليو
- 8 يوليو – هافلوك إليس (مواليد 1859)

### أكتوبر
- 17 أكتوبر – ويليام جاكسون بوب (مواليد 1870) كيميائي بريطاني.

### ديسمبر
- 3 ديسمبر – الأميرة لويز دوقة أرغيل (مواليد 1848)
- 31 ديسمبر – فرانك بنسون (مواليد 1858) لاعب كرة مضرب بريطاني.